# 푸시 (2009년 영화)
《푸시》(Push)는 미국에서 제작된 폴 맥기건 감독의 2009년 SF, 액션, 드라마, 스릴러 영화이다. 크리스 에반스 등이 주연으로 출연하였고 브루스 데이비 등이 제작에 참여하였다.
이 영화는 2009년 2월 6일 서밋 엔터테인먼트와 아이콘 프로덕션스에 의해 개봉되었다. 준수한 박스 오피스 성공을 보여주었으나 평론가의 평가는 대부분 부정적이었다.

## 줄거리
1945년부터 각국은 초능력자들을 군인으로 만들기 위해 비밀 조직을 만들어 그들을 추적하고 실험해 왔다. 10년 전, '무버' 능력을 가진 조나와 그의 어린 아들 닉은 미국 정부 조직에 쫓기게 되고, 조나는 닉에게 미래에 꽃을 줄 소녀를 도우라고 지시한다. 조나는 '푸셔'인 정부 요원 카버에게 살해당하고 닉은 간신히 도망친다. 현재, 미국 정부 조직은 초능력 증강 약물을 개발했지만, 실험 대상들이 모두 죽고 '푸셔'인 키라만이 유일하게 약물에 적응한다. 키라는 약물 주사기를 훔쳐 도주하고, 카버는 키라를 생포하고 주사기를 회수하려 한다. 
한편, 닉은 초능력자들이 숨어 지내는 홍콩으로 이주했지만, 능력을 거의 사용하지 않아 쇠퇴했고 도박에서 실패하여 빚만 진다. 조직의 '스니퍼' 요원들이 키라를 찾기 위해 닉을 방문하지만, 아무런 단서를 얻지 못한다. 직후, '워쳐'인 10대 소녀 캐시가 닉을 찾아와 키라를 찾는 것을 도와달라고 부탁하고, 둘은 키라를 찾는 삼합회와 마주친다. 삼합회에게 부상을 입은 닉은 '스티치' 테레사의 도움으로 치료를 받고, 닉은 캐시가 자신이 도와야 할 소녀라는 것을 깨닫는다. 홍콩에서 키라는 스니퍼 요원들에게 잡히지만, 그녀는 푸쉬 능력으로 요원을 죽이고 도망친다. 카버는 다른 스니퍼 요원을 해고하지만, 그 요원이 계속 추적하려 하자 자살하도록 푸쉬한다. 
닉과 캐시는 '시프터' 후크와 '스니퍼' 에밀리의 도움으로 키라를 추적한다. 키라는 주사기를 숨기고 '와이퍼'인 우 창을 시켜 자신의 기억을 지워 주사기 위치를 보호한다. 닉은 '쉐도우' 핑키를 고용하여 키라를 조직으로부터 숨기고, 과거 연인이었던 닉과 키라는 재회한다. 닉은 에밀리의 도움으로 카버를 찾아내 공격하지만, 카버는 키라에게 약물이 더 필요하며 자신만이 약을 가지고 있다고 말한다. 카버의 부하에게 제압당한 닉은 캐시의 설득으로 목숨을 건진다. 캐시는 키라의 신발에서 주사기가 보관된 사물함의 열쇠를 찾아낸다. 
닉은 캐시의 도움으로 계획을 세우고 동료들에게 지시를 내린 뒤, 우 창을 시켜 자신의 기억을 지운다. 후크는 주사기 복제품을 만들고, 핑키는 계획의 일부로 키라를 카버에게 넘긴다. 테레사는 삼합회에게 닉을 배신하고 복제 주사기를 넘기고, 닉은 테레사를 제압한다. 카버는 키라를 세뇌시켜 자신이 조직 요원이며 닉과의 관계는 위장된 것이라고 믿게 만든다. 캐시는 삼합회의 워쳐 소녀에게 습격받지만, 닉의 지시대로 우 창이 나타나 워쳐 소녀의 기억을 지운다. 닉은 키라를 돌려받기 위해 주사기를 가지고 카버를 찾아가지만, 키라는 세뇌된 채 잡혀있고, 카버, 키라와 함께 주사기를 찾기 위해 건설 현장으로 향한다. 삼합회가 이들을 공격하여 전투가 벌어지고, 닉은 그 틈을 타 전투에 합류한다. 카버의 부하는 삼합회 우두머리에 의해 죽고, 닉은 우두머리를 제압한다. 닉은 주사기를 빼앗아 자신에게 주사하고, 약물로 죽을 것이라고 믿은 카버는 키라와 함께 떠난다.
이후 캐시는 닉이 살아있고, 가짜 주사기를 사용했다는 것을 밝힌다. 닉과 캐시는 진짜 주사기를 회수하고, 캐시의 어머니를 조직으로부터 구출할 계획을 세운다. 한편 키라는 자신의 관계가 진짜였음을 보여주는 사진을 담은 봉투를 발견하고, 카버를 죽이라는 지시를 받는다. 키라는 푸쉬 능력으로 카버를 자살하게 만든다.

## 출연
- 크리스 에반스/콜린 포드(아역) - 닉 갠트
- 다코타 패닝 - 캐시 홈스
- 커밀라 벨 - 키라 허드슨
- 자이먼 혼수 - 헨리 카버
- 클리프 커티스 - 후크 워터스
- 밍나 원 - 에밀리 우
- 네이트 무니 - 핑키 스타인
- 코리 스톨 - 맥 요원
- 스콧 마이클 캠벨 - 홀든 요원
- 닐 잭슨 - 빅토르 부다린
- 조엘 그레치 - 닉의 아버지
- 매기 시프 - 테리사 스토
- 폴 체 - 우 챙
- 리샤오루 - 삼합회 딸
- 관풍치, 재키 헝 - 삼합회 아들
- 할 야마노우치 - 삼합회 보스

## 제작진
- Line PD: 윌리엄 쳉
- 공동제작: 카일 만
- 공동제작: 데이비드 M. 리처드슨
- 공동제작: 케리 록
- 공동제작: 크리스타 보스빈더
- 협력프로듀서: 고든 프리먼
- 미술: 프랑수아 세귄
- 세트: 제프리 콩
- 의상: 로라 골드스미스
- 의상: 니나 프록터
- 배역: 데보라 아퀼라
- 배역: 메리 트리샤 우드

## 같이 보기
- 스타게이트 프로젝트